# Hamilton Mourão
Hamilton Mourão, né le 15 août 1953 à Porto Alegre, est un militaire et homme d'État brésilien.
Membre de l'armée de terre brésilienne pendant près de cinq décennies, il termine sa carrière comme général d'armée, le plus haut grade possible en temps de paix. 
Dans un premier temps, il envisage de se présenter à l'élection présidentielle de 2018 sous l'étiquette du Parti rénovateur travailliste brésilien (PRTB), mais forme finalement un ticket avec le candidat d’extrême droite Jair Bolsonaro. À l'issue du second tour de scrutin, il devient le premier vice-président de la république fédérative du Brésil d'origine indigène.
Bien que controversé en raison de ses propos élogieux sur la dictature militaire de 1964-1985, il apparaît comme une figure plus modérée pendant sa vice-présidence. Alors que ses relations avec le président se dégradent, Jair Bolsonaro ne le prend pas à nouveau comme colistier en vue de l’élection présidentielle de 2022, lui préférant Walter Braga Netto.
Lors des élections parlementaires de 2022, Hamilton Mourão se fait élire sénateur dans son État natal de Rio Grande do Sul, sous l’étiquette du parti de droite Républicains.

## Biographie

### Famille
Antônio Hamilton Martins Mourão est issu d'une famille ayant des origines amérindiennes.

### Carrière militaire
Engagé dans l’armée à partir de 1972, il devient officier en 1975, formé par l'Academia Militar das Agulhas Negras (AMAN). Il a également étudié à l'Escola de Comando e Estado-Maior do Exército (ECEME), où il a obtenu son diplôme d'officier d'état-major. Il est par la suite général d’armée, le plus haut poste auquel un militaire puisse accéder en temps de paix dans l’armée brésilienne. Il est suspendu en 2015 pour avoir appelé au « réveil de la lutte patriotique » contre la présidente Dilma Rousseff. Il devient alors militaire de réserve. Il évoque à nouveau l'hypothèse d'une intervention de l'armée dans les affaires politiques en 2017. Il prend sa retraite en février 2018.

### Vice-président de la République

#### Élection présidentielle de 2018

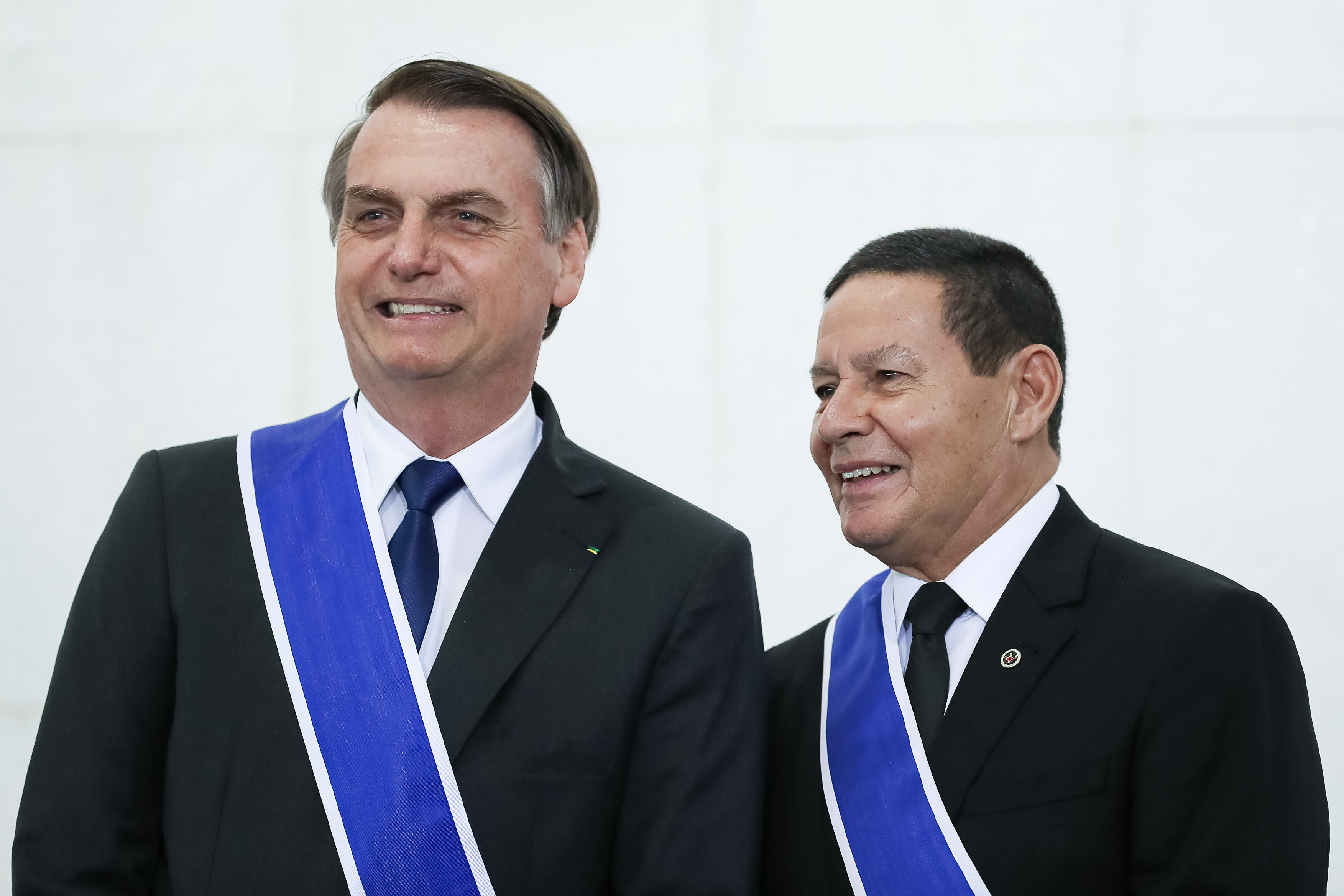
Jair Bolsonaro et Hamilton Mourão en 2019.

Hamilton Mourão adhère en mai 2018 au Parti rénovateur travailliste brésilien (PRTB), qui est classé à l’extrême droite de l’échiquier politique. S'il se définit lui-même comme de centre-droit, il est un fervent défenseur de l’héritage de la dictature militaire. Il défend notamment le droit au port d’arme et rejette les revendications LGBT, affirmant craindre l'imposition à la société de l’homosexualité comme mode de vie.
En août 2018, après avoir annoncé sa candidature à la présidence du Brésil, il accepte d’être le colistier du candidat d’extrême droite Jair Bolsonaro à la vice-présidence du pays,. Pendant la campagne, il suscite plusieurs polémiques, notamment après avoir estimé que les difficultés du Brésil provenaient de « l'indolence des Indiens et de la roublardise des Noirs ». Il se félicite également du « blanchiment de la race » en invoquant la couleur de peau de son petit-fils. Selon lui, les familles monoparentales sans figure paternelle sont des « fabriques à individus non intégrés qui ont tendance à grossir les rangs des narcotrafiquants ». Il se montre également sceptique sur le 13e mois des salariés. Ses différents propos sont désavoués par Jair Bolsonaro, qui lui reproche de « trop parler ».
Le ticket qu’il forme avec Jair Bolsonaro l’emporte au second tour. Il prend ses fonctions de vice-président le 1er janvier 2019. Peu après son investiture, il affiche un profil plus consensuel que Jair Bolsonaro, et critique plusieurs des déclarations et mesures de celui-ci, en particulier concernant le port d'armes et le transfert de l'ambassade brésilienne de Tel-Aviv à Jérusalem,. Il assume l'intérim de la présidence à deux reprises au cours du mois de janvier 2019, lors de la participation de Bolsonaro au Forum économique mondial puis en raison d'une hospitalisation de celui-ci consécutive à sa tentative d'assassinat ; à cette occasion, c'est la première fois depuis 1985 qu'un général prend la tête du gouvernement.

#### Tensions avec Jair Bolsonaro
Avant de devenir vice-président, Hamilton Mourão est une figure controversée, notamment pour avoir loué la dictature militaire de 1964-1985 au Brésil,. Cependant, pendant son mandat, il semble plus modéré que le président de la République, avec lequel ses rapports se tendent rapidement. Cette situation conduit des partisans de Jair Bolsonaro à appeler à sa destitution de la vice-présidence.

#### Fin de mandat
Lors de l’élection présidentielle de 2022, le président sortant prend comme colistier le général Walter Braga Netto.
Il assure l'intérim présidentiel pendant les deux derniers jours du mandat de Bolsonaro..

### Sénateur fédéral
Lors des élections parlementaires du 2 octobre 2022, trois mois avant la fin de son mandat de vice-président de la République, Hamilton Mourão est élu au Sénat fédéral dans son État natal, Rio Grande do Sul. Il l'emporte avec 44,1 % des suffrages exprimés face à sept candidats, dont celui du Parti des travailleurs (37,9 %) et celle du Parti social démocratique (16,4 %).